# Jack Wilson (Techniker)
George W. „Jack“ Wilson (* 1. Mai 1927 im Coryell County, Texas; † 7. Mai 2000) war ein US-amerikanischer Motortechniker, der seine Karriere als Fahrer von selbst leistungsgesteigerten Drag Bikes begann und sich auf das Tuning von Triumph-Motorrad-Motoren spezialisierte. Von ihm bearbeitete Motoren wurden verwendet bei der Einstellung verschiedener Geschwindigkeitsrekorde durch das von Johnny Allen gefahrene Stromlinienfahrzeug Triumph Streamliner „Texas Ceegar“.

## Leben
Jack Wilson war 35 Jahre lang Inhaber des Motorradhandels „Big D Cycle Center“ in Oak Cliff (Texas), wo jährlich mehr als 100 neue Triumphs verkauft wurden. Zwar sah man zuerst seinen Auftritt als Verkäufer und Geschäftsmann, doch war dies Folge seines Rufes als Meistermacher unter den Tunern, was wiederum begleitet wurde vom Status als eine Art Ingenieur ohne Diplom. Gelernt hatte er Theorie und Praxis der Zweiradmechanik noch im Zweiten Weltkrieg während des Militärdienstes in der U.S. Army. Nach einer ersten Anstellung 1949 bei Roy Stones Triumph-Handel mitten in Texas, wechselte er 1951 zu Pete Dalios Triumph-Laden in Fort Worth. Sein Chef nahm ihm nicht übel, dass er seiner Begeisterung für das Drag Racing Raum gab, verbunden aber mit der Warnung, er würde keine Verlierer beschäftigen. Sein Leben lang war Wilson nun getrieben von dem Ehrgeiz, nicht auf dem zweiten Platz zu landen, wobei seine Devise ihn sportlich bleiben ließ: „Lasst uns das tun, was auch immer fair ist.“
Recht früh stellte sich Erfolg mit einem Projekt ein, bei dem der AA-Pilot J. H. „Stormy“ Mangham die treibende Kraft war: Die Unternehmung zur Erlangung des Motorrad-Geschwindigkeitsrekordes mit dem Triumph Streamliner „Texas Ceegar“. 1954 erschien das Fahrzeug erstmals mit der Bezeichnung Devil’s Arrow auf den Bonneville Salt Flats, aber erst zwei Jahre später gelang der Rekord. Motorseitig hatte ein Exemplar aus der Triumph Thunderbird als Basis gedient, gravierendste Änderung war der Umbau des Zylinderkopfes zur Anbringung von zwei Vergasern für den 650-cm³-Twin. Alles fand statt in einer Zeit, in der als Treibstoff Methanol/Nitromethan-Gemische Einzug ins Drag Racing hielten, und Wilson konnte die zuletzt anfallenden annähernd 100 PS nicht realisieren, ohne Austausch der serienmäßigen, gebauten Kurbelwelle durch ein einteiliges, speziell hergestelltes Exemplar. 345 km/h fuhr Johnny Allen 1956 mit dem 650-cm³-Motor. Bemerkenswert ist daneben ein Klassenrekord für 500-cm³-Saugmotoren, den Jess Thomas 1958 mit 341,62 km/h aufstellte – er hatte 50 Jahre Bestand. Als Triumph in den späten 1970ern mit den 36 von Maschinen aus ihrem Haus gehaltenen Geschwindigkeitsweltrekorden warb, hatten 24 davon mit Motorrädern zu tun, die ihren Weg durch Jack Wilsons Werkstatt genommen hatten. Von 1955 bis 1990 wurden dort die Triumph-Motoren für mehr als 65 Geschwindigkeitsrekorde präpariert. Alles was mit dem Massenausgleich dieser Triebwerke zu tun hatte – die Kurbelwelle war eine der Schwachstellen – summierte sich im Lauf der Zeit zu einem Erfahrungsschatz, der auch dem Triumph-Werk in Großbritannien zugutekam.
Das Jahr 1965 brachte eine Schwerpunktsetzung auf die Vorbereitung von Maschinen für Straßenrennen. Von 1976 bis 1978 war man beteiligt am Gewinn von Meisterschaften in drei Klassen der amerikanischen West-East Roadracing Association (W.E.R.A.), sehr zur Überraschung der Konkurrenz mit japanischen Vierzylindermotoren. Noch einen Schub gab es in den frühen 1980ern durch die „Battle of the Twins“-Klasse, wie in Daytona gefahren, doch geriet man bei der Leistung der Motoren in Größenordnungen, denen die Getriebe nicht mehr gewachsen waren.
Jack Wilson spielte eine Vorreiterrolle bei der Ausstattung von Motorrad-Motoren mit Turboladern. Ein entsprechender 1000-cm³-Motor Typ Triumph Trident verhalf ihm 1975 mit seiner selbst gefahrenen, teilweise verkleideten Maschine zu einem Klassenrekord mit 309,53 km/h.
Die zu Beginn seiner Laufbahn präparierten Motorräder liefen nun unter der Bezeichnung „Vintage“, und Wilson war mit Restaurierung und Instandhaltung zur Stelle. Die von ihm hergerichtete „Texas Ceegar“ wurde 1983 an das British National Motorcycle Museum bei Birmingham verkauft und bei einem Großbrand stark beschädigt. Eine Gruppe Amerikaner nahm es dann auf sich, in den USA den „Streamliner“ wieder in jenen Zustand zu bringen, wie er heute in Bickenhill zu sehen ist.

## Ehrungen
- Aufnahme in die Motorcycle Hall of Fame[3]